# Boyd Neel
Louis Boyd Neel (ur. 19 lipca 1905 w Blackheath, zm. 30 września 1981 w Toronto) – brytyjski dyrygent.

## Życiorys
Ukończył Royal Naval College w Dartmouth (1923), następnie studiował medycynę na University of Cambridge (B.A. 1926, M.A. 1930). Po krótkiej praktyce lekarskiej podjął studia w Guildhall School of Music w Londynie oraz dyrygował amatorskimi zespołami orkiestrowymi i chórami. W 1932 roku założył własną 18-osobową orkiestrę smyczkową, znaną pod nazwą Boyd Neel Orchestra, z którą występował w Europie, Australii, Nowej Zelandii oraz Stanach Zjednoczonych i Kanadzie. Z zespołem tym wykonywał muzykę kompozytorów brytyjskich oraz muzykę barokową. Benjamin Britten napisał specjalnie dla Boyd Neel Orchestra swoje Variations on a Theme of Frank Bridge (prapremiera Salzburg 1937) i dyrygował nią podczas nagrań swoich utworów dla wytwórni Decca Records.
Dyrygował Sadler’s Wells Theatre (1945–1947), Carte Opera (1948–1949) i Robert Mayer Children’s Concerts (1946–1952). W 1953 roku wyjechał do Kanady, gdzie w latach 1953–1971 był profesorem dyrygentury i dziekanem Royal Conservatory of Music w Toronto. Dyrygował także Hart House Orchestra (1954–1971) i Mississauga Symphony Orchestra (1971–1978). W 1961 roku otrzymał obywatelstwo kanadyjskie.
Komandor Orderu Imperium Brytyjskiego (1953) i oficer Orderu Kanady (1973). Opublikował pracę The Story of an Orchestra (Londyn 1950).